# Pangako Sa 'Yo (2015)
Pangako Sa 'Yo é uma telenovela filipina exibida pela ABS-CBN entre 25 de maio de 2015 e 12 de fevereiro de 2016, estrelada por Kathryn Bernardo, Daniel Padilla, Jodi Sta. Maria, Angelica Panganiban e Ian Veneracion. É um remake da telenovela de 2000 do mesmo nome estrelada original por Jericho Rosales e Kristine Hermosa.

## Elenco

### Elenco principal
- Kathryn Bernardo como Ynamorata "Yna" Macaspac / Maria Amor de Jesus
- Daniel Padilla como Angelo Buenavista
- Jodi Sta. Maria como Amor de Jesus-Powers
- Angelica Panganiban como Madam Claudia Salameda-Buenavista
- Ian Veneracion como governador Eduardo Buenavista

### Elenco de apoio e estendida
- Amy Austria-Ventura como Belen Macaspac (primeira e segunda temporada)
- Ronnie Lazaro como Francisco "Isko" Macaspac (primeira e segunda temporada)
- Andrea Brillantes como Lia Buenavista (primeira e segunda temporada)
- Tirso Cruz III como Gregorio "Lolo Greggy" Noble (primeira e segunda temporada)
- Juan Karlos Labajo como Vincent "Amboy" Mobido (primeira e segunda temporada)
- Grae Fernandez como Jonathan "Egoy" Mobido (primeira temporada)
- Sue Ramirez como Joy "Ligaya" Miranda (segunda temporada)
- Diego Loyzaga como David San Luis / David Powers (primeira e segunda temporada)
- Dominic Roque como Mark Delgado (primeira e segunda temporada)
- Bayani Agbayani como Bronson "Kabayan" (segunda temporada)
- Mickey Ferriols como Monay (segunda temporada)
- Kristel Fulgar como Ichu Miranda (segunda temporada)
- Carla Martinez como Leonora Villamejia-Salameda (primeira temporada)
- Bernard Palanca como Anton Diego Buenavista (primeira temporada)
- Joem Bascon como Caloy Macaspac (primeira temporada)
- Alex Medina como Simon Barcial (primeira e segunda temporada)
- Jan Marini como Lourdes Magbanua / Lourdes Abad (primeira temporada)
- Sunshine Garcia como Julieta Macaspac (primeira temporada)
- Erika Padilla como Betty Mae Verseles (primeira e segunda temporada)
- Thou Reyes como Takong (primeira e segunda temporada)
- Niña Dolino como Roma Christie (primeira temporada)
- Angelu Alayon como Red Macaspac (primeira e segunda temporada)
- Arlene Muhlach como cozinheira Jen (primeira temporada)
- Lou Veloso como cozinheiro Tony (primeira temporada)
- Lollie Mara as Yaya Pacita (primeira temporada)
- Alexander Diaz como Miguel Ramirez (primeira e segunda temporada)
- Pamu Pamorada como Kim (primeira temporada)
- Vivieka Ravanes como Alta (primeira temporada)
- DJ Jhai Ho como Coring (primeira e segunda temporada)
- BJ Forbes como Adam (primeira temporada)
- Daniel Ombao como Lloyd (primeira temporada)
- Jeffrey Tam como Mang Gabi (primeira temporada)
- Manuel "Ku" Aquino como Antonio Macaspac (primeira temporada)
- Richard Quan como governador Theodore "Teddy" Boborol (primeira temporada)
- Sarah Carlos como Bea Bianca Bejerrano (primeira temporada)
- Kyline Alcantara como Jessa Boborol (primeira temporada)
- Clarence Delgado como Bubwit (segunda temporada)
- Patrick Sugui como Lloyd Garcia (segunda temporada)
- Angel Sy como Sophia (segunda temporada)
- Ayla Mendero como Patty (segunda temporada)
- Samantha Colet como Zoe (segunda temporada)
- Kristine Sablan como Daphne (segunda temporada)
- Rubi Rubi como Irma Marandanan (segunda temporada)
- Christian Lloyd Garcia como Christian (segunda temporada)

### Participações especiais
- Pilar Pilapil como Doña Benita Buenavista
- Sylvia Sanchez como Krystal Toleda
- Boboy Garovillo como Pepe de Jesus
- Sharmaine Suarez como Chayong de Jesus
- Leo Rialp como Enrique Salameda
- Jong Cuenco como Sr. Castro
- Anna Feo como cozinheira Linda
- Mimi Orara como cozinheira Gina
- Jess Mendoza como Lester de Jesus
- Kimberly Fulgar como Neneth de Jesus
- Khalil Ramos como Jasper Bejerrano
- Sandy Andolong como Myrna de Jesus
- Bubbles Paraiso como Natalie
- Manny Castañeda como Mang Candy
- Minco Fabregas como pároco
- Odette Khan como Gloria Bejerrano
- Pinky Marquez como Puring Bejerrano
- Cherry Lou como cozinheira Shiela
- Dante Ponce como Christian Cristobal
- Franco Daza como Andrew Garcia
- Emmanuelle Vera como Chelsea
- Helga Krapf como Marga
- Young JV como Tony
- Toby Alejar como Siegfried Garcia
- Maria Isabel Lopez como Isabel Miranda
- Daisy Reyes como Hazel Santiago
- Matet de Leon como cozinheiro Sam
- Jerome Ponce como Charles Garcia

## Prêmios
| Ano  | Prêmio                  | Categoria    | Nomeado(a)      | Resultado |
| ---- | ----------------------- | ------------ | --------------- | --------- |
| 2016 | Emmy Internacional 2016 | Melhor Atriz | Jodi Sta. Maria | Indicado  |

## Exibição
| País/Região    | Emissora                | Data de estréia        | Data de final           | Título         |
| -------------- | ----------------------- | ---------------------- | ----------------------- | -------------- |
| Filipinas      | ABS-CBN                 | 25 de maio de 2015     | 12 de fevereiro de 2016 | Pangako Sa 'Yo |
| Estados Unidos | TFC                     | maio de 2015           | fevereiro de 2016       | Pangako Sa 'Yo |
| Canadá         | TFC                     | maio de 2015           | fevereiro de 2016       | Pangako Sa 'Yo |
| Japão          | TFC                     | maio de 2015           | fevereiro de 2016       | Pangako Sa 'Yo |
| Taiwan         | TFC                     | maio de 2015           | fevereiro de 2016       | Pangako Sa 'Yo |
| Hong Kong      | TFC                     | maio de 2015           | fevereiro de 2016       | Pangako Sa 'Yo |
| Indonésia      | TFC                     | maio de 2015           | fevereiro de 2016       | Pangako Sa 'Yo |
| Singapura      | TFC                     | maio de 2015           | fevereiro de 2016       | Pangako Sa 'Yo |
| Austrália      | TFC                     | maio de 2015           | fevereiro de 2016       | Pangako Sa 'Yo |
| Europa         | TFC                     | maio de 2015           | fevereiro de 2016       | Pangako Sa 'Yo |
| Médio Oriente  | TFC                     | maio de 2015           | fevereiro de 2016       | Pangako Sa 'Yo |
| África         | StarTimes Novela E1     | 28 de maio de 2016     |                         | The Promise    |
| Peru           | Panamericana Televisión | 22 de setembro de 2016 |                         | La promesa     |